# Witscha-Gletscher
Der Witscha-Gletscher (bulgarisch ледник Вича lednik Witscha) ist ein 27 km langer und 6 km breiter Gletscher im westantarktischen Ellsworthland. In den Gromshin Heights im Norden der Sentinel Range des Ellsworthgebirges fließt er nordöstlich des Newcomer-Gletschers und südwestlich des Jamen-Gletschers in südlicher Richtung entlang der Osthänge des Mount Ulmer und des Mount Ojakangas, um dann am Mount Washburn in südöstlicher Richtung östlich des Mount Cornwell und des Mount Warren sowie südwestlich des Branishte Peak zum Rutford-Eisstrom abzubiegen, den er südlich des Foros Spur erreicht.
US-amerikanische Wissenschaftler kartierten ihn 1961. Die bulgarische Kommission für Antarktische Geographische Namen benannte ihn 2014 nach der mittelalterlichen Festung Witscha im Nordosten Bulgariens.